# No Direction Home
No Direction Home é um documentário de Martin Scorsese que traça a vida de Bob Dylan e seu impacto na música popular americana e na cultura do século XX. O filme não cobre toda a carreira de Dylan, focando-se no seu começo e a ascensão do cantor e compositor à fama na década de 1960. Tem duração de 240 minutos e foi lançado em 2005.